# بیوهانکز
بیوهانکز (به انگلیسی: Beau Hunks) نام فیلم طنزی با نقش آفرینی لورل و هاردی است.

## داستان فیلم
هاردی سخت دلبسته زنی می‌شود و به وفاداری معشوقه‌اش ایمان دارد. اما دختر او را رها می‌کند. هاردی به همراه دوست قدمی اش لورل برای فراموش کردن این شکست به ارتش می پیوندد و عازم منطقه‌ای بد آب و هوا و خطرناک در یک کشور عربی می‌شوند.